# Platyarthrus reticulatus
Platyarthrus reticulatus är en kräftdjursart som beskrevs av Radu 1960. Platyarthrus reticulatus ingår i släktet Platyarthrus och familjen myrbogråsuggor. Inga underarter finns listade i Catalogue of Life.